# Triójselskoye
Triójselskoye (del ruso: Трёхсельское) es un selo del raión de Uspénskoye del krai de Krasnodar, en el sur de Rusia. Está situado en la orilla derecha del río Urup, afluente del río Kubán, frente a Beskórbnaya, 18 km al suroeste de Uspénskoye y 185 km al sureste de Krasnodar, la capital del krai. Tenía 1 253 habitantes en 2010.
Es cabeza del municipio Triojselskoye, al que pertenecen asimismo Vorónezhski, Novourupskoye y Pantelemonovskoye.

## Historia
Desde la década de 1930 existían en la región del municipio cuatro koljoses llamados Peredovik (Передовик, "Vanguardista"), Novi put (Новый путь, "Nueva vía"), Pobeda Oktiabria (Победа Октября, "Victoria de Octubre") y Komuna Yutro (Коммуна Утро, "Comuna de la Mañana"), coexistiendo tres consejos rurales, el de Triojselskoye, el de Novourupskoye y el de Pantelemonskoye. En la década de 1950 se han unido en un nuevo koljós y un solo consejo rural. En 1991 se disolvió el selsoviet convirtiéndose finalmente en la administración actual.